# Cinco pistolas de Texas
Cinco pistolas de Texas ist ein spanisch-italienischer Western, den Juan Xiol Marchal und Ignacio F. Iquino 1965 inszenierten. Er ist im deutschsprachigen Raum nicht gezeigt worden. Italienischer Titel ist Cinque dollari per Ringo.

## Handlung
Jess Crane, der Sheriff von Rimrock, ist gewillt, den Gangstern in seinem Bezirk den Garaus zu machen. Bei einem verhinderten Überfall auf eine Farm trifft er auf Sara, eine Abenteuerin, die sich ihm anschließt. Durch ihre Hinweise kann er das Versteck der Bande in Lindsborg ausfindig machen und erfährt, dass Bürgermeister Rudell der Hintermann ist, hat jedoch keine Beweise.
In Richter Burnett scheint er einen Verbündeten zu haben; ein wichtiger Zeuge wird ermordet. Jess muss sich dann mit Ringo Brown, einem gefürchteten Pistolenheld, schießen. Mittlerweile ist Rudell von Burnett getötet worden, der der eigentliche Drahtzieher ist. Daneben stellt sich heraus, dass er für den Tod Jess’ Vater verantwortlich zeichnet. Mit der Hilfe der ihn liebenden Miriam kann Jess den Richter ausschalten.